# Paren' iz našego goroda
Paren' iz našego goroda (Парень из нашего города) è un film del 1942 diretto da Aleksandr Borisovič Stoller e Boris Ivanov.